# Xenophanes
Xenophanes (Oudgrieks: Ξενοφάνης ὁ Κολοφώνιος, Colophon, 560 - ca. 478 v.Chr.) was een dichter en presocratische filosoof. Hij schreef traditionele gedichten en droeg die voor in verschillende Griekse plaatsen. Daarnaast schreef hij filosofische verzen waarin hij het traditionele godsbeeld verwierp en hij zich sceptisch uitliet over het vermogen tot zekere kennis, hoewel hij wellicht geen systematische filosofie ontwikkelde. In de klassieke oudheid kwam hij onterecht bekend te staan als leermeester van de Eleatische filosoof Parmenides.

## Leven
Xenophanes werd in 560 v.Chr. geboren in de Ionische stad Colophon en was de zoon van Dexios van Orthomenes. Die stad ontvluchtte hij waarschijnlijk in 546/545 v.Chr., toen Ionië werd veroverd door de Perzen. Hij reisde rond, droeg ter plaatse zijn poëzie voor, en vestigde zich uiteindelijk in zuidelijk Italië. In enkele gedichten spreekt hij over symposia, wat suggereert dat hij te gast was bij de symposia die werden gehouden in welgestelde kringen. Naar eigen zeggen was hij op 93-jarige leeftijd nog actief als dichter, en volgens diverse bronnen werd hij 100 of ouder.

## Werk
Xenophanes schreef poëzie die hij op verschillende plaatsen voordroeg. Hij gebruikte verschillende metrums, waaronder elegische, jambische en hexametrische, en zijn thematiek was grotendeels traditioneel: drinkgelag, liefde, oorlog, sport en geschiedenis. Sommige waren silloi, satirische gedichten. In totaal zijn ongeveer honderd versregels overgeleverd. Een klein aantal behandelt filosofische thema's, zoals kennisleer en natuurfilosofie, maar de focus ligt op de theologie. Enkele latere bronnen vermelden een natuurfilosofisch werk Over de natuur (Peri fyseôs), maar het is onwaarschijnlijk dat Xenophanes een systematische filosofie ontwikkelde.

## Leer

### Positie
Volgens Diogenes Laërtius zette Xenophanes zich af tegen de wijsgerige opvattingen van Epimenides en de Ionische filosofen Thales en Pythagoras. Zo verwierp hij Pythagoras' geloof in reïncarnatie. Volgens Plato en Aristoteles was hij de leermeester van de Zuid-Italiaanse Parmenides en stond hij aan de basis van de Eleatische filosofie, maar dit is een misvatting die waarschijnlijk berust op een overeenkomst in de filosofieën van beide denkers. Voor Xenophanes was filosofie een nevenactiviteit, en uit zijn werk blijken geen grote overeenkomsten zowel de Ionische als de Zuid-Italiaanse filosofie.
Xenophanes' filosofie draait met name rond de theologie, en binnen dit kader behandelt hij in geringere mate ook kennisleer en natuurfilosofie. Zijn denkwijzen vormden vermoedelijk geen algemeen natuurfilosofisch systeem, wat gesuggereerd wordt door de beknopte fragmenten en door het feit dat Aristoteles over Xenophanes' godsopvatting opmerkte dat hij niets duidelijk maakte (Metafysica, A5, 986b21). De presocraat was dan ook geen gespecialiseerde dogmaticus, maar een criticus die over allerlei zaken iets te zeggen had. Vandaar dat Heraclitus hem oppervlakkige veelweterij verweet. Niettemin verwerkte Xenophanes meer observaties in zijn filosofie dan zijn voorgangers.

### Theologie
Homerus en Hesiodus genoten met hun poëzie veel aanzien bij de Grieken, en hun beschrijvingen van de goden waren alom bekend. Het waren die beschrijvingen die Xenophanes verwierp als immoreel en antropomorfisch. Hij relativeert dat de goden in Ethiopië zwart zijn, maar in Thracië roodharig en blauwogig. Men stelt zich de goden voor als wezens die worden geboren, lichamen hebben, spreken, kleding dragen, en zich gedragen als mensen door te ruziën, te stelen en overspel te plegen. Daarom is het traditionele beeld onvoldoende gepast.
'Maar als vee en paarden of leeuwen handen hadden, of in staat waren om te tekenen met die handen en te doen wat mensen doen, dan zouden paarden de goden afbeelden als paarden, en vee zoals vee, en ze zouden hun lichamen maken zoals ze die zelf hadden.' (in Clemens van Alexandrië, Mengelwerk, V, xiv, 109.1-3)
Daarvoor in de plaats stelt Xenophanes het tegenovergestelde van de homerische goden. Die waren een collectief, bewogen zich op aarde, leken in uiterlijk en gedrag op mensen, en handelden actief. Xenophanes spreekt echter van één enkele, goedaardige en eeuwige god, die in lichaam en geest niet lijkt op de mens. Zijn god omringt de kosmos en heeft een lichaam maar beweegt niet, omdat hij volmaakt is en nergens naartoe hoeft, en hij kan dingen in beweging zetten door het maar te denken. In dit opzicht lijkt hij op de goddelijke natuurkrachten die verandering en leven teweegbrachten in de kosmologieën van de Milesische filosofen Thales, Anaximander en Anaximenes.

### Natuurfilosofie
Over de vorming van de sterren en planeten schrijven latere auteurs verschillende theorieën toe aan Xenophanes. De zon zou elke dag ontstaan uit het samengaan van kleine stukjes vuur, maar elders staat dat de zon en de sterren ontstaan uit verdichtende wolken die ontbranden. Ook regenbogen zouden uit wolken ontstaan. Een motivatie voor deze uitspraken was mogelijk om de populaire opvatting te weerleggen dat deze fenomenen goddelijk waren. Bovendien gaf dit een verklaring voor de 'omloop' van de hemellichamen in een kosmologisch model waarin de aarde  niet wordt omringd door lucht maar oneindig is, zodat die nergens op rust. Dit was een reactie op de Milesische kosmologieën, waar de platte aarde bijvoorbeeld rust op een oerzee of op lucht. Alles komt voort uit de elementen aarde en water, zoals wind, wolken, rivieren en al het leven op aarde. Het land is opgerezen uit de zee, wat Xenophanes afleidde uit fossielen in de bergen en het feit dat water in grotten sijpelt, empirische bevinden die weinig voorkomen bij de presocraten. De aarde zal ooit weer oplossen in het water. Het is niettemin onwaarschijnlijk dat Xenophanes een kosmologie uit heeft gewerkt.

### Kennisleer
De mens is niet in staat om alle feiten of de waarheid te kennen, en de goden zullen de mens niet alles openbaren, al loont het wel de moeite voor de mens om te blijven onderzoeken. Deze scepsis bouwde voort op de conventionele bescheidenheid van de dichter versus de alwetendheid van de Muze die de dichter moet aanroepen voor zijn werk. Xenophanes' scepsis berustte waarschijnlijk niet op een claim dat hij een openbaring had ontvangen, zoals Parmenides deed. Hooguit beschouwde hij zichzelf als bevoorrecht door zijn onderzoek, zoals ook Heraclitus van zichzelf dacht. Wat Xenophanes echter ook verkondigde, zijn woorden waren naar eigen zeggen 'zoals de waarheid', dus hij garandeerde niets.
'Geen mens kende ooit of zal ooit de waarheid kennen over de goden en alle dingen waarover ik spreek. Want zelfs al zou hij erin slagen goed te zeggen wat het geval is, dan nog weet hij het zelf niet. Maar geloof komt overal voor.' (in Sextus Empiricus, Tegen de geleerden, 7.49.4–7)

## Invloed
De theologische opvattingen van Xenophanes werkten vermoedelijk door op de filosofie van Heraclitus, die onder andere Homerus en het vereren van godenbeelden bekritiseerde. Ook lijkt Aeschylus' beschrijving van goddelijke kracht in de Smekelingen (96-103). Xenophanes' nadruk op de beperkingen van het menselijke kenvermogen komt terug in de filosofie van Heraclitus en Alcmaeon, en Parmenides vond het nodig om voor zijn dogmatische, niet-empirische uitspraken een goddelijke openbaring te claimen. Bij latere auteurs verwief hij de reputatie van scepticist.